# Oyrarbakki
Oyrarbakki (IPA: [ˈɔiɹaɹˌbaʰtʃɪ], danska: Ørebakke) är centralort i Sunda kommun på Färöarna, belägen på västra sidan av ön Eysturoy. Från Oyrarbakki finns en bro till huvudön Streymoy. Vid folkräkningen 2015 hade Oyrarbakki 153 invånare.
120 elever från 7 närliggande kommuner i området hör till Oyrarbakkas skoldistrikt och grundskolan Felagsskulin á Oyrarbakka är den enda skolan i området.

## Befolkningsutveckling
| Befolkningsutvecklingen i Oyrarbakki 1985–2015 | Befolkningsutvecklingen i Oyrarbakki 1985–2015 | Befolkningsutvecklingen i Oyrarbakki 1985–2015 | Befolkningsutvecklingen i Oyrarbakki 1985–2015 | Befolkningsutvecklingen i Oyrarbakki 1985–2015 |
| ---------------------------------------------- | ---------------------------------------------- | ---------------------------------------------- | ---------------------------------------------- | ---------------------------------------------- |
|                                                |                                                |                                                |                                                |                                                |
| År                                             |                                                |                                                | Folkmängd                                      |                                                |
| 1985                                           | 1985                                           |                                                | 113                                            |                                                |
| 1990                                           | 1990                                           |                                                | 118                                            |                                                |
| 1995                                           | 1995                                           |                                                | 104                                            |                                                |
| 2000                                           | 2000                                           |                                                | 94                                             |                                                |
| 2005                                           | 2005                                           |                                                | 103                                            |                                                |
| 2010                                           | 2010                                           |                                                | 123                                            |                                                |
| 2015                                           | 2015                                           |                                                | 153                                            |                                                |
|                                                |                                                |                                                |                                                |                                                |